# Gare de Nishiarai
La gare de Nishiarai (西新井駅, Nishiarai-eki) est une gare ferroviaire de la ville de Tokyo au Japon. Elle est située dans l'arrondissement d'Adachi. La gare est gérée par la compagnie Tōbu.

## Situation ferroviaire
La gare de Nishiarai est située au point kilométrique (PK) 11,3 de ligne Tōbu Skytree. Elle marque le début de la ligne Tōbu Daishi.

## Histoire
La gare de Nishiarai été inaugurée le 27 août 1899.

## Service des voyageurs

### Accueil
La gare dispose d'un bâtiment voyageurs, avec guichet, ouvert tous les jours.

### Desserte
- Ligne Tōbu Daishi : 
  - voies 1 et 2 : direction Daishimae
- Ligne Tōbu Skytree :
  - voies 3 et 4 : direction Kasukabe, Tōbu-dōbutsu-kōen, Kuki et Minami-Kurihashi
  - voies 5 et 6 : direction Kita-Senju (interconnexion avec la ligne Hibiya pour Naka-Meguro), Oshiage (interconnexion avec la ligne Hanzōmon pour Shibuya) et Asakusa